# 诺内特
诺内特（法語：Nonette，法語發音：[nɔnɛt]）是法国多姆山省的一个旧市镇，属于伊苏瓦尔区。2016年，诺内特与市镇奥尔索内特合并为新市镇诺内特-奥尔索内特。

## 地理
诺内特（45°28'38"N, 3°16'44"E）面积7.6 平方千米，位于法国奥弗涅-罗讷-阿尔卑斯大区多姆山省，该省份为法国中南部省份，北起阿列省接壤，东临卢瓦尔省，南至上盧瓦爾省和康塔爾省，西接科雷兹省和克勒兹省。
诺内特的时区为UTC+01:00、UTC+02:00（夏令时）。

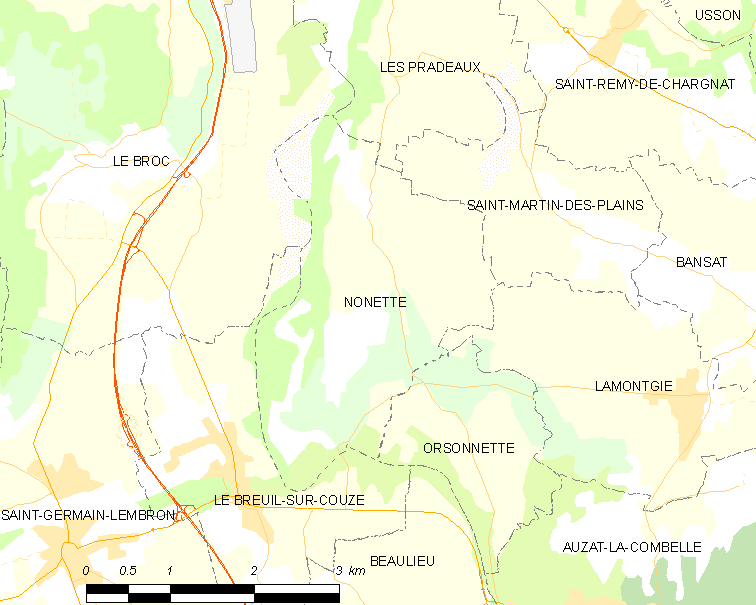
诺内特的OSM定位图

## 行政
诺内特的邮政编码为63340，INSEE市镇编码为63255。

## 政治
诺内特所属的省级选区为布拉萨克莱米讷县。

## 人口

1962-2008年间诺内特人口变化图示

诺内特于2018年1月1日时的人口数量为362人。